# Veratrilla
Veratrilla es un género con dos especies de plantas con flores perteneciente a la familia Gentianaceae.

## Taxonomía
El género fue descrito por (Baill.) Franch. y publicado en Bulletin de la Société Botanique de France 46: 310–311. 1899.

## Especies
- Veratrilla bailloni Franch.
- Veratrilla burkilliana (W.W. Sm.) Harry Sm.